# ウィリアムズ・ヘレス
ウィリアムズ・A・ヘレス（Williams A. Jerez, 1992年5月16日 - ）は、ドミニカ共和国サンティアゴ州サンティアゴ・デ・ロス・カバリェロス出身のプロ野球選手（投手）。左投左打。リーガ・メヒカーナ・デ・ベイスボル（メキシカンリーグ）のティフアナ・ブルズ所属。

## 経歴

### プロ入り前
生まれてからずっとドミニカ共和国で暮らしていたが、17歳の時にアメリカへ移住した。

### プロ入りとレッドソックス傘下時代
2011年のMLBドラフト2巡目（全体81位）でボストン・レッドソックスから指名され、外野手としてプロ入り。契約後、傘下のルーキー級ガルフ・コーストリーグ・レッドソックスでプロデビュー。32試合に出場して打率.248、12打点、5盗塁を記録した。
2012年はA-級ローウェル・スピナーズでプレーし、23試合に出場して打率.241、5打点、3盗塁を記録した。
2013年もA-級ローウェルでプレーし、38試合に出場して打率.176、8打点、4盗塁を記録した。
2014年に投手に転向した。この年はルーキー級ガルフ・コーストリーグ・レッドソックスとA-級ローウェルでプレーし、2球団合計で14試合に登板して4勝2敗1セーブ、防御率2.88、40奪三振を記録した。
2015年はA級グリーンビル・ドライブ、A+級セイラム・レッドソックス、AA級ポートランド・シードッグスでプレーし、3球団合計で41試合に登板して5勝3敗4セーブ、防御率2.54、86奪三振を記録した。オフの11月20日にはルール・ファイブ・ドラフトでの流出を防ぐために40人枠入りした。
2016年はAA級ポートランドでプレーし、40試合に登板して1勝6敗、防御率4.71、65奪三振を記録した。オフの12月8日にミッチ・モアランドの加入に伴ってDFAとなり、16日にマイナー契約となった。
2017年はAA級ポートランドとAAA級ポータケット・レッドソックスでプレーし、2球団合計で38試合に登板して2勝2敗4セーブ、防御率3.27、57奪三振を記録した。オフの11月2日には約1年ぶりに40人枠入りした。
2018年はAAA級ポータケットでプレーした。

### エンゼルス時代
2018年7月31日にイアン・キンズラーとのトレードで、タイ・バトリーと共にロサンゼルス・エンゼルスへ移籍した。8月7日のテキサス・レンジャーズ戦でメジャーデビュー。この年メジャーでは17試合に登板して防御率6.00、15奪三振を記録した。

### ジャイアンツ時代
2019年3月26日にクリス・ストラットンとのトレードで、サンフランシスコ・ジャイアンツへ移籍した。9月10日にDFAとなった。

### パイレーツ時代
2019年9月13日にウェイバー公示を経てピッツバーグ・パイレーツへ移籍した。オフの11月20日にDFAとなり、27日にマイナー契約で傘下のAAA級インディアナポリス・インディアンスへ配属された。
2020年9月28日にFAとなった。

### マリナーズ傘下時代
2021年5月21日にシアトル・マリナーズとマイナー契約を結んだ。AAA級タコマ・レイニアーズで19試合に登板したが、0勝3敗、防御率11.32と結果を残すことができず、8月5日に自由契約となった。

### 独立リーグ時代
2022年4月2日にアトランティックリーグのスタテンアイランド・フェリーホークスと契約した。
2023年4月7日にアトランティックリーグのチャールストン・ダーティーバーズと契約した。31試合に登板して3勝1敗、防御率7.29と苦戦し、7月31日に自由契約となった。

### メキシカンリーグ時代
2024年1月9日にリーガ・メヒカーナ・デ・ベイスボル（メキシカンリーグ）のティフアナ・ブルズと契約した。

## 詳細情報

### 年度別投手成績
| 年 度    | 球 団    | 登 板 | 先 発 | 完 投 | 完 封 | 無 四 球 | 勝 利 | 敗 戦 | セ 丨 ブ | ホ 丨 ル ド | 勝 率 | 打 者 | 投 球 回 | 被 安 打 | 被 本 塁 打 | 与 四 球 | 敬 遠 | 与 死 球 | 奪 三 振 | 暴 投 | ボ 丨 ク | 失 点 | 自 責 点 | 防 御 率 | W H I P |
| -------- | -------- | ----- | ----- | ----- | ----- | -------- | ----- | ----- | -------- | ----------- | ----- | ----- | -------- | -------- | ----------- | -------- | ----- | -------- | -------- | ----- | -------- | ----- | -------- | -------- | ------- |
| 2018     | LAA      | 17    | 0     | 0     | 0     | 0        | 0     | 0     | 0        | 4           | ----  | 71    | 15.0     | 17       | 3           | 8        | 0     | 0        | 15       | 2     | 0        | 17    | 17       | 6.00     | 1.67    |
| 2019     | SF       | 6     | 0     | 0     | 0     | 0        | 1     | 0     | 0        | 1           | 1.000 | 29    | 6.2      | 7        | 1           | 6        | 0     | 0        | 4        | 2     | 0        | 2     | 3        | 2.70     | 1.95    |
| 2019     | PIT      | 6     | 0     | 0     | 0     | 0        | 0     | 0     | 0        | 0           | ----  | 19    | 3.2      | 5        | 1           | 3        | 0     | 0        | 5        | 0     | 0        | 2     | 3        | 7.36     | 2.18    |
| '19計    | PIT      | 12    | 0     | 0     | 0     | 0        | 1     | 0     | 0        | 1           | 1.000 | 48    | 10.1     | 12       | 2           | 9        | 0     | 0        | 9        | 2     | 0        | 5     | 5        | 4.35     | 2.03    |
| MLB：2年 | MLB：2年 | 29    | 0     | 0     | 0     | 0        | 1     | 0     | 0        | 5           | 1.000 | 119   | 25.1     | 29       | 5           | 17       | 0     | 0        | 24       | 4     | 0        | 19    | 15       | 5.33     | 1.82    |

- 2020年度シーズン終了時

### 背番号
- 36（2018年）
- 63（2019年 - 同年9月9日）
- 79（2019年9月15日 - 同年終了）